# Parafia Wszystkich Świętych we Wszechświętym
Parafia Wszystkich Świętych we Wszechświętym – parafia rzymskokatolicka, znajdująca się w diecezji sandomierskiej, w dekanacie Szewna.